# Boston (Album)
Boston ist das Debütalbum der amerikanischen Rockband Boston, das im Juli 1976 erschien.
Das Album verkaufte sich bis 2008 rund 20 Millionen Mal und gehört damit zu den weltweit meistverkauften Musikalben.

## Aufnahmen
Die Vorgeschichte zu Boston begann 1969, als Scholz als Keyboarder der Band Mother’s Milk um den Gitarristen Barry Goudreau, den Sänger Brad Delp († 2007) und den Schlagzeuger Jim Masdea beitrat. Obwohl die Band nicht lange Bestand hatte, begann Scholz in seinem privaten Tonstudio damit, eine Serie von Demotapes mit selbstgeschriebenen Songs aufzunehmen. Anfangs war er hauptsächlich Keyboarder und Techniker, später fügte er den Aufnahmen mehr Gitarren hinzu. Schließlich bekam er bei Epic Records einen Plattenvertrag.
Als die Band bei Epic vorspielen sollte, kam der Bassist Fran Sheehan zur Band. Für die Aufnahmen zum Debütalbum 1975 und 1976 wurde auf Wunsch der Plattenfirma das Schlagzeug von Sib Hashian statt mit Masdea besetzt. Sib Hashian spielt auf allen Aufnahmen außer Rock and Roll Band. Nur zwei Aufnahmen haben Beiträge von Goudreau und Fran Sheehan: Foreplay/Long Time und Let Me Take You Home Tonight.

## CD-Remaster
Im Juni 2006 veröffentlichte Legacy Records eine remasterte CD-Version. Die Bänder wurden von Tom Scholz selbst digital remastert.

## Titelliste
Die Seitenangaben beziehen sich auf die Langspielplatte. Alle Stücke wurden von Tom Scholz geschrieben, sofern nicht anders angegeben.
Seite 1
1. More Than a Feeling – 4:44
2. Peace of Mind – 5:02
3. Foreplay/Long Time – 7:47

Seite 2
1. Rock and Roll Band – 2:59
2. Smokin (Scholz, Brad Delp) – 4:22
3. Hitch a Ride – 4:12
4. Something About You – 3:48
5. Let Me Take You Home Tonight (Delp) – 4:44

## Rezeption
Das Album war sehr erfolgreich und wird in den USA noch heute als erfolgreichstes Debütalbum einer Musikgruppe bezeichnet, 17 Millionen Exemplare wurden davon verkauft. Nur Guns N’ Roses verkauften ungefähr eine Million mehr Exemplare von Appetite for Destruction, dessen Status als Debütalbum jedoch umstritten ist. Erst Whitney Houston konnte dies mit ihrem Debüt 1986 überbieten. Die beiden Singles More Than a Feeling und Peace of Mind landeten auf den vorderen Plätzen der US-Billboard-Charts.

### Chartplatzierungen
| ChartsChartplatzierungen       | Höchstplatzierung | Wochen |
| ------------------------------ | ----------------- | ------ |
| Deutschland (GfK)              | 4 (32 Wo.)        | 32     |
| Vereinigte Staaten (Billboard) | 3 (138 Wo.)       | 138    |
| Vereinigtes Königreich (OCC)   | 11 (22 Wo.)       | 22     |

| ChartsJahrescharts (1977) | Platzierung |
| ------------------------- | ----------- |
| Deutschland (GfK)         | 14          |

### Auszeichnungen für Musikverkäufe
| Land/Region                  | Auszeichnungen für Musikverkäufe (Land/Region, Auszeichnung, Verkäufe) | Verkäufe   |
| ---------------------------- | ---------------------------------------------------------------------- | ---------- |
| Kanada (MC)                  | Diamant                                                                | 1.000.000  |
| Neuseeland (RMNZ)            | Gold                                                                   | 10.000     |
| Vereinigte Staaten (RIAA)    | 17× Platin                                                             | 17.000.000 |
| Vereinigtes Königreich (BPI) | Gold                                                                   | 100.000    |
| Insgesamt                    | 2× Gold · 7× Platin · 2× Diamant ·                                     | 18.110.000 |